# انقلاب 2017 في زيمبابوي
في مساء 14 نوفمبر 2017، تجمع عناصر من جيش زيمبابوي الوطني حول مدينة هراري عاصمة زيمبابوي، وسيطروا على هيئة إذاعة زيمبابوي ومناطق أخرى في المدينة. وفي اليوم التالي أصدروا بيانا قالوا فيه أنهم لم يقوموا بانقلاب وأن الرئيس روبرت موغابي في أمان وأن الوضع لن يعود إلى طبيعته إلا بعد التعامل مع «المجرمين» المحيطين بموغابي المسؤولين عن الوضع الاجتماعي والاقتصادي في زمبابوي. وقع الانقلاب وسط التوترات داخل حزب زانو-الجبهة الوطنية وهو الحزب الحاكم في زيمبابوي وبالتحديد بين نائب الرئيس السابق إمرسون منانغاغوا الذي يدعمه الجيش والسيدة الأولى غريس موغابي التي يدعمها فصيل في الحزب حول من سيخلف الرئيس روبرت موغابي الكبير في السن.
طرد منانغاغوا وأجبر على مغادرة البلاد، وقبل يوم واحد من دخول القوات إلى هراري، أصدر رئيس الجيش كونستانتينو تشيوينغا بيانا بأنه يجب التوقف عن التخلص من المسؤولين الكبار من حزب زانو مثل منانغاغوا.

## ردود أفعال

### عالمية
إيران أشار المتحدث باسم الخارجية الإيرانية بهرام قاسمي إلى أن الجمهورية الإسلامية الإيرانية تراقب الأوضاع الأخيرة في هذا البلد بدقة تامة وتطلب من جميع الأطراف المعنية في الأحداث والتطورات الأخيرة لهذا البلد أن تقوم بحلحلة التحديات والمعضلات الطارئة عبر الآليات السلمية وفي إطار الدستور والمسار الديمقراطي وبعيدًا عن العنف واستخدام القوة وبناء على رغبة ومصالح الشعب الزيمبابوي فقط.